# Eurythoe syriaca
Eurythoe syriaca är en ringmaskart som beskrevs av Johan Gustaf Hjalmar Kinberg 1857. Eurythoe syriaca ingår i släktet Eurythoe och familjen Amphinomidae. Inga underarter finns listade i Catalogue of Life.